# Đảng Dân Chủ Singapore
Đảng dân chủ Singapore (abbrev: SDP; giản thể: 新加坡民主党; phồn thể: 新加坡民主黨; tiếng Tamil: சிங்கப்பூர் மக்களாட்சி; tiếng Mã Lai: Parti Demokratik Singapura) là một đảng dân chủ xã hội của Singapore.
Đảng được thành lập vào năm 1980 bởi Chiam See Tong, người với tư cách là Tổng thư ký đã trở thành Thành viên Nghị viện đầu tiên vào năm 1984 khi ông được bầu làm Nghị sĩ cho Pasir Đơn vị thành viên duy nhất. Tại cuộc tổng tuyển cử năm 1991, thành tích tốt nhất từ trước tới nay của đảng, hai thành viên SDP nữa, Ling How Doong và Cheo Chai Chen, đã được bầu vào Nghị viện với tổng số ba nghị sĩ. Tuy nhiên, Chiam rơi vào tay Ban chấp hành trung ương đảng năm 1993 và sau đó rời đảng vào tháng 12 năm 1996. Ông đã được Chee Soon Juan, người vẫn giữ chức Tổng thư ký kể từ Hội nghị Đảng thông thường của SDP năm 1995. Đảng đã tập trung nhiều hơn vào một chương trình nghị sự nhân quyền tự do nhưng vẫn không đảm bảo đại diện quốc hội kể từ cuộc tổng tuyển cử năm 1997.
Đảng là thành viên của Liberal International.
1. ↑  http://yoursdp.org/publ/young_democrats/8
2. ↑  http://yoursdp.org/publ/woman_democrats/21
3. 1 2 3  "Bản sao đã lưu trữ". Bản gốc lưu trữ ngày 11 tháng 9 năm 2019. Truy cập ngày 5 tháng 6 năm 2019.